# 贡山蓟
贡山蓟（学名：Cirsium eriophoroides）是菊科蓟属的植物。分布于锡金以及中国大陆的西藏、四川、云南等地，生长于海拔2,080米至4,100米的地区，多生长于山坡灌丛中、山坡草地、草甸、河滩地、丛缘以及水边，目前尚未由人工引种栽培。

## 异名
- Cirsium bolocephalum Petrak